# 24 Pułk Dragonów (Cesarstwo Niemieckie)
24 Wielkoksiążęcy Przyboczny Pułk Dragonów (2 Heski) (niem. Garde-Dragoner-Regiment (1. Großherzoglich Hessisches) Nr. 23)  – pułk kawalerii niemieckiej okresu Cesarstwa Niemieckiego.
Pułk został sformowany 1 grudnia 1859. Stacjonował w Darmstadt . Wchodził w skład XVIII Korpusu Armijnego .

 Wiosną 1914 był w strukturze 25 Brygady Kawalerii z 25 Dywizji Piechoty.
W wyniku mobilizacji, w sierpniu 1914 pułk osiągnął gotowość bojową i w składzie 25 Brygady Kawalerii z 3 Dywizji Kawalerii został wysłany na front zachodni.

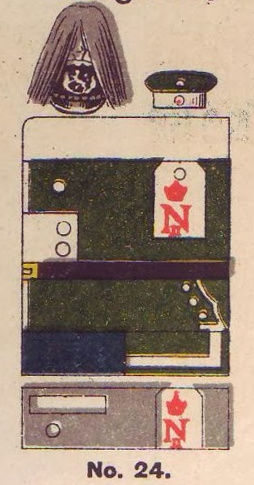
Oznaki pułku